# Bouillargues
Bouillargues település Franciaországban, Gard megyében. Lakosainak száma 6119 fő (2022. január 1.). Bouillargues Rodilhan, Bellegarde, Caissargues, Garons, Manduel és Nîmes községekkel határos.

## Népesség
A település népességének változása:
| Lakosok száma | 1935 | 3720 | 4336 | 5418 | 6265 | 6316 | 6328 | 6272 | 6238 | 6119 |
|               | 1968 | 1982 | 1990 | 2006 | 2013 | 2015 | 2017 | 2019 | 2020 | 2022 |